# Souvenirs de Paris
Souvenirs de Paris est le vingtième épisode de la vingt-septième saison de la série télévisée Les Simpson et le 594e épisode de la série. Il est sorti en première sur le réseau Fox le 8 mai 2016.

## Synopsis
Après un grand nettoyage, les Simpson trouvent une petite voiture ancienne qui devait appartenir aux anciens propriétaires. Homer veut alors la vendre pour offrir un beau cadeau à Marge mais tout ne se passe pas comme prévu. Cette dernière voulant aller à Paris, il est contraint, afin de ne pas la décevoir, de transporter une valise au contenu mystérieux pour pouvoir lui offrir ce voyage...